# Xanxerê
Xanxerê est une ville brésilienne de l'ouest de l'État de Santa Catarina.

## Généralités
La culture locale est principalement européenne, notamment italienne et allemande, du fait de l'immigration qui peupla la ville au début du XXe siècle.  
En langue indigène kaingang, Xanxerê signifie « champ des crotales ». La ville est principalement connue comme la « capitale du maïs ».
Xanxerê est le siège de l'association des villes du haut-Irani (AMAI) qui regroupe 16 municipalités.

## Géographie
La ville de Xanxerê, une des principales de l'ouest de Santa Catarina, se situe à une distance de 500 km de la capitale de l'État, Florianópolis. La température moyenne annuelle est de 26 °C.
Xanxerê se situe par une latitude de 26° 52' 37" sud et par une longitude de 52° 24' 14" ouest, à une altitude de 800 mètres.
Sa population était de 44 102 habitants au recensement de 2010. La municipalité s'étend sur 378 km2.
Elle est le principal centre urbain de la microrégion de Xanxerê, dans la mésorégion Ouest de Santa Catarina.

## Histoire
Xanxerê était autrefois habitée par des indiens guaranis et kaingangs jusqu'au début du XXe siècle, quand quelques fermiers s'établirent dans la région, lançant l'exploitation forestière et l'élevage de bœuf. Plus tard, des immigrants d'origine italienne et allemande arrivent en provenance du Rio Grande do Sul dans une zone encore contestée entre le Brésil et l'Argentine.

## Économie
Xanxerê présente une forte croissance dans tous les secteurs industriels, commerciaux et de prestation de services. La ville est très bien située, notamment pour réaliser du commerce avec le Mercosul, attirant de nombreux investissements.
La base de l'économie locale reste l'agriculture, avec principalement la culture du maïs, du soja, du haricot et du blé, mais aussi l'élevage et l'apiculture.

## Tourisme
Xanxerê attire de nombreux visiteurs pour ses richesses naturelles - avec de nombreuses cascades dissimulée au milieu de la forêt - et pour sa culture indigène. La municipalité abrite une réserve naturelle et indienne, le posto Indígena Xapecó, habitée par des indiens kaingangs, guaranis et xoklengs. Ces derniers vivent d'artisanat traditionnel. On trouve également à Xanxerê un musée d'entomologie.
À voir dans la municipalité: 
- Cascata Santa Manela, une des principales cascades, sur le rio Chapecozinho ;
- Place Tiradentes, le symbole de la ville, avec ses arbres et ses nombreux oiseaux ;
- « Kartodrome » Jean Paulo Picinatto, pour les amateurs de vitesse ;
- Parc des Expositions Rovilho Bortoluzzi, qui accueille tous les ans la FEMI (Fête Nationale du Maïs), une des principales foire du sud du pays.

## Enseignement supérieur
Xanxerê accueille un campus de l'université de l'Ouest de Santa Catarina

## Villes voisines
Xanxerê est voisine des municipalités (municípios) suivantes :
- Bom Jesus
- Faxinal dos Guedes
- Xavantina
- Arvoredo
- Xaxim
- Lajeado Grande
- Ipuaçu